# Беленицыно
Беленицыно — деревня в Харовском районе Вологодской области.
Входит в состав Харовского сельского поселения, с точки зрения административно-территориального деления — в Харовский сельсовет.
Расстояние до районного центра Харовска по автодороге — 5 км. Ближайшие населённые пункты — Сычево, Клепестиха, Есюниха, Мякотиха.
По переписи 2002 года население — 11 человек.